# Odontogene Zyste
Odontogene Zysten (von griech.: ὀδούς odous „der Zahn“ und γὲνεσις genesis „Entstehung“) (vom Zahn ausgehende Zysten) sind  Zysten im Kieferbereich, deren Herkunft beziehungsweise Entstehung auf Zähne oder Zahnbildungsorgane zurückgeht. Vergleichbare Veränderungen kommen in keiner anderen Körperregion vor.

## Voraussetzungen
Die Entstehung odontogener Zysten setzt Epithel in der Tiefe des Gewebes voraus und benötigt einen proliferationsfördernden Reiz. Sie sind von einer selbständigen Wand umgeben, die aus Bindegewebe besteht und mit Epithel ausgekleidet ist. Sie enthalten einen flüssigen oder breiigen Inhalt. Sie wachsen rein expansiv (verdrängend), sind gutartige Gebilde und normalerweise schmerzlos, solange sie nicht infiziert sind. Sie wachsen langsam, die Schleimhaut über der Zyste bleibt verschieblich.

## Diagnose
Bei größeren Zysten kann es zu Auftreibungen im Mundvorhof oder gar äußerlich im Kieferwinkelbereich kommen. Auf Druck kann man eventuell ein pergamentartiges Knistern wahrnehmen, wenn die oft dünne äußere Knochenlamelle zerbricht. Aufgrund ihres langsamen Wachstums, rufen odontogene Zysten lange Zeit keine Symptome hervor und treten so oft als „Nebenbefunde“ bei Röntgenaufnahmen auf. Zysten können auf Grund ihrer Verdrängung während ihres Wachstums Zähne verschieben oder kippen lassen. Es kann auch zu Wurzelresorptionen kommen, die wiederum zur Zahnlockerung (bis hin zum Zahnverlust) führen können.

## Einteilung der odontogenen Zysten
Odontogene Zysten werden unterteilt in:

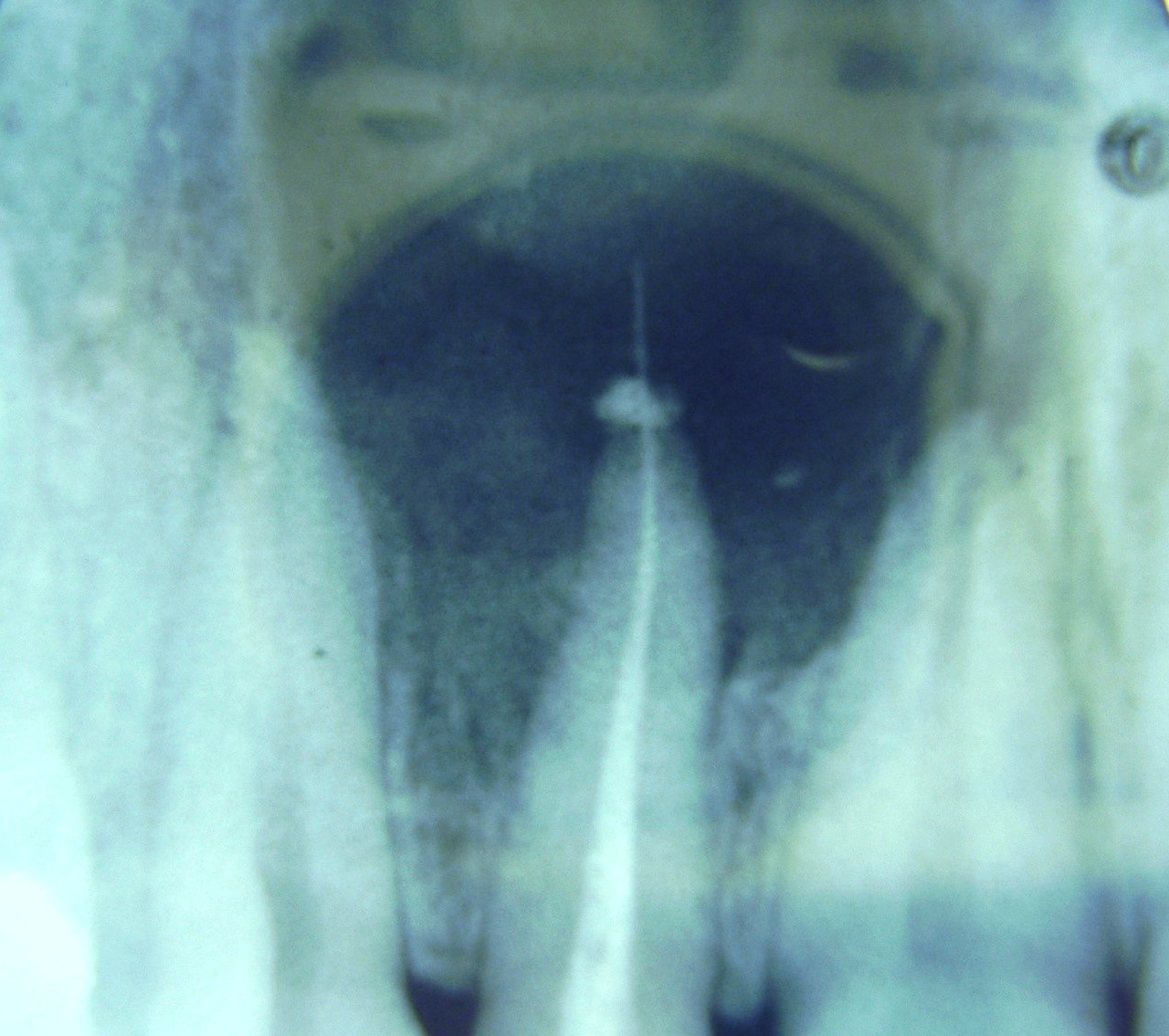
Röntgenaufnahme einer großen radikulären Zyste an einem devitalen, wurzelgefüllten und überstopften (überfüllten) oberen Frontzahn

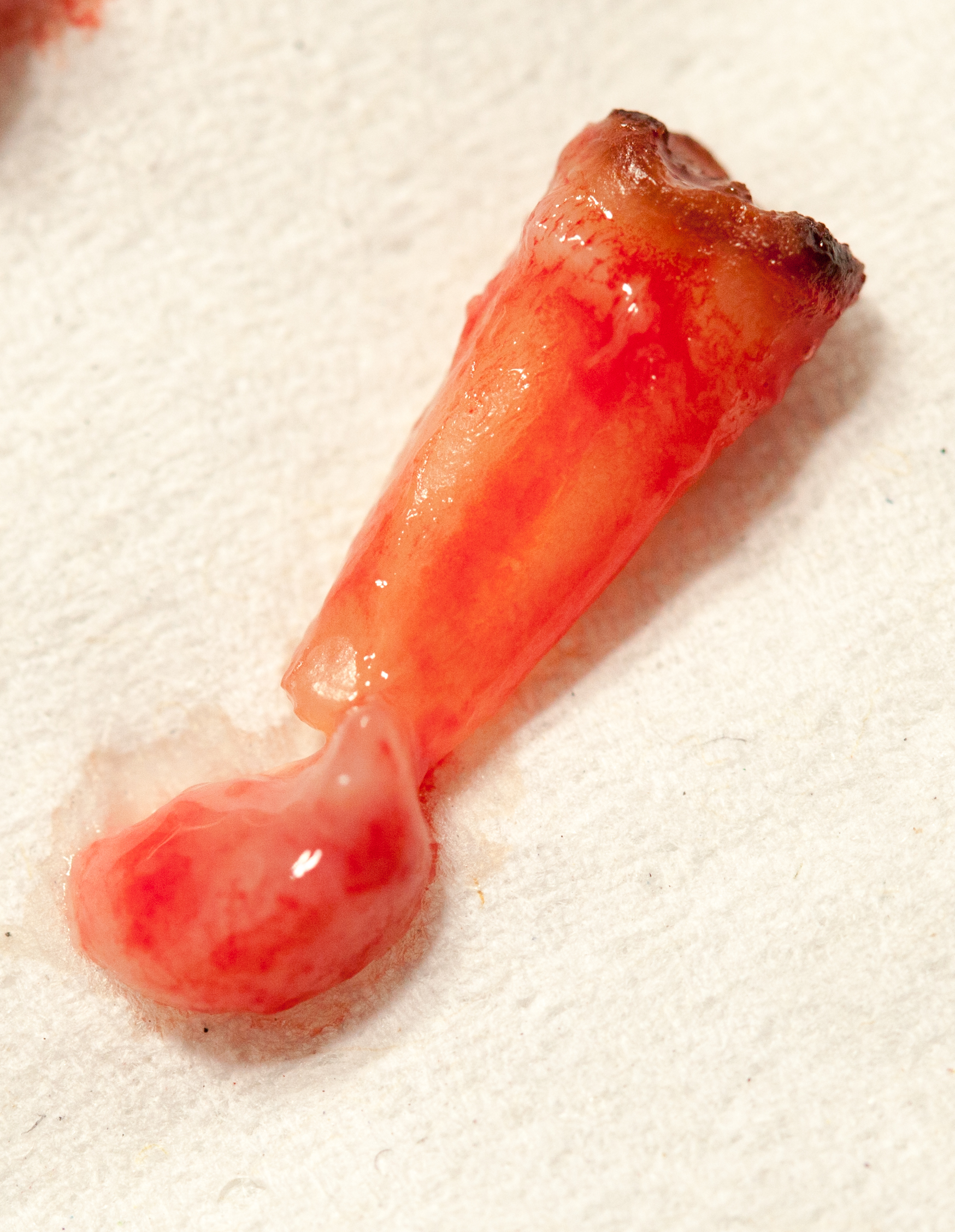
Odontogene Zyste (oder Granulom – das lässt sich nur durch eine histologische Untersuchung genau klären)

### Radikuläre Zysten
Eine radikuläre Zyste (auch Zahnwurzelzyste genannt) entsteht in der Umgebung der Wurzelspitze eines devitalen (pulpatoten) Zahnes.

#### Entstehung
Die Pathogenese der radikulären Zysten, die auf inflammatorischen Stimuli beruht, hat Valderhaug in drei Phasen unterteilt.
Zunächst kommt es in der Folge einer chronischen Entzündung an der Wurzelspitze (Parodontitis apicalis chronica) zu einer Proliferation von Epithelzellen, welche den Malassezschen Epithelresten entstammen.
Die Entzündung im apikalen Bereich eines devitalen Zahnes oder in einem periapikalen Granulom ist durch bakterielle Endotoxine verursacht. Endotoxine wirken als Mitogene für die Epithelzelle und stimulieren die Produktion von Zytokinen. Diese werden von aktivierten Zellen des Immunsystems produziert. Einige wichtige Zytokine sind Interleukin (IL-1) und Interleukin (IL-6), Transforming growth factor (TGFβ), Platelet Derived Growth Factor (PDGF) und Tumor-Nekrose-Faktor (TNF).
Aus diesen proliferierenden Epithelsträngen wird simultan intra- und extraepithelial die Wand eines Hohlraumes gebildet. Dies geschieht durch gleichzeitigen Zerfall von Epithel und Granulationsgewebe und Konfluenz der Hohlräume mit anschließender Epithelisierung.
Das Zystenlumen (Hohlraum) ist mit einer gelblichen, von Cholesterinkristallen durchsetzten Flüssigkeit gefüllt. Eine radikuläre Zyste kann auch nach der Entfernung des Zahnes zurückbleiben und weiterwachsen, wenn die bindegewebige Zystenkapsel (Zystenbalg) nicht sorgfältig mitentfernt wird. Durch den Zerfall von Epithelzellen und Leukozyten sowie der Ansammlung von Plasmaexsudat wird die Osmolarität der Zystenflüssigkeit gegenüber der des Serums erhöht. Dadurch wird der hydrostatische Innendruck größer als der Kapillardruck und Gewebeflüssigkeit diffundiert in das Innere der Zyste, welche an Größe zunimmt und den Knochen verdrängt. Dabei übernimmt der Zystenbalg die Funktion einer semipermeablen Membran. Prostaglandine (PGE-2) werden von odontogenen Zysten produziert und sind für die Knochenresorption durch die Zyste verantwortlich.
Infiziert sich der Zysteninhalt mit Eitererregern, so kann es zu einem Abszess kommen. An Milchzähnen treten radikuläre Zysten nur sehr selten auf.

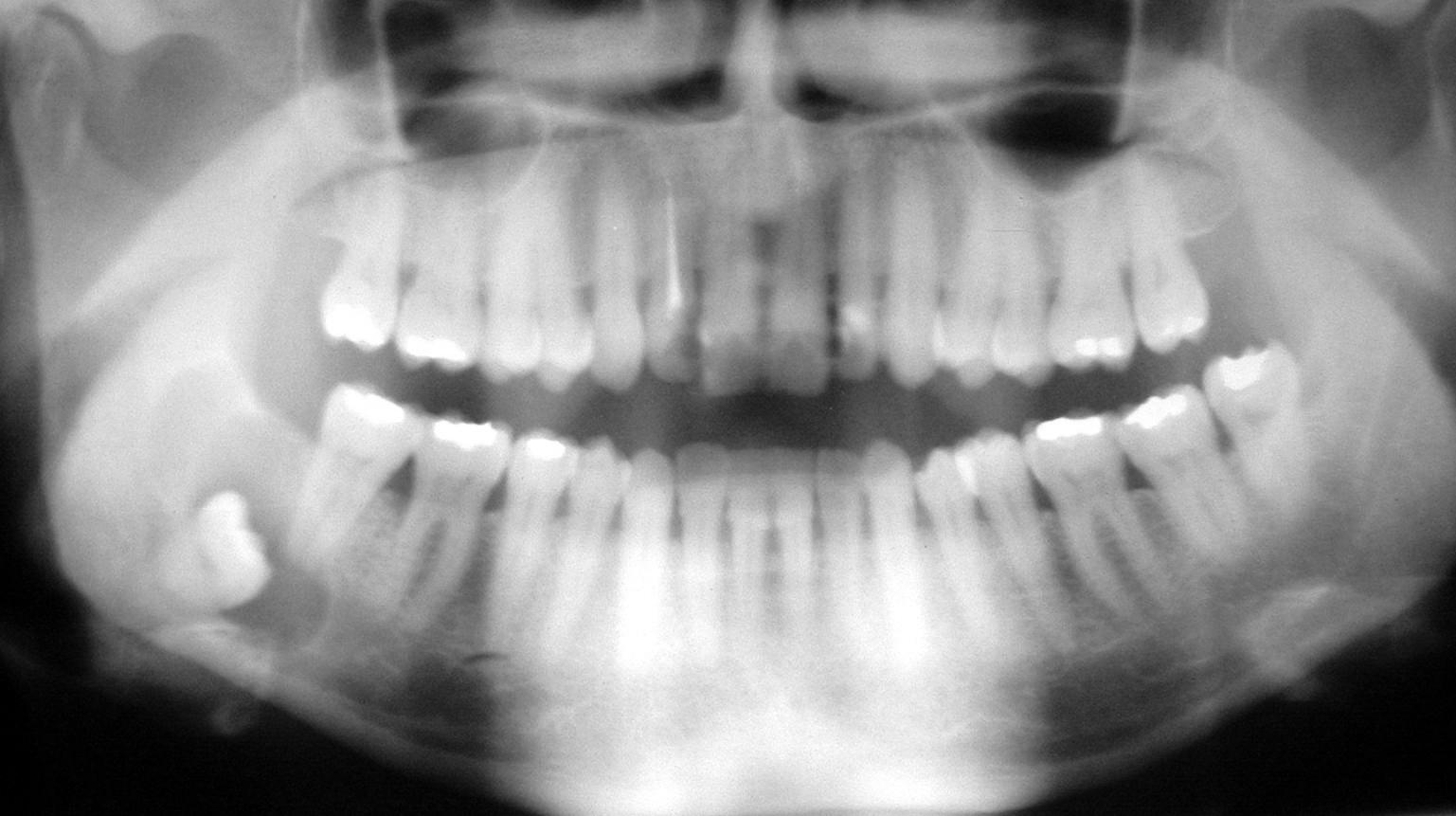
Panoramaröntgenschichtaufnahme: Ausgedehnte follikuläre Zyste am rechten unteren retinierten Weisheitszahn (im Bild links unten)

### Follikuläre Zysten
Eine follikuläre Zyste entsteht durch eine Ausweitung des Zahnsäckchens im Kronenbereich eines retinierten (am Durchbruch gehinderten) Zahnes, sehr häufig an unteren Weisheitszähnen, oberen Eckzähnen und überzähligen Zähnen.

#### Entstehung
Für die Entstehung der Zysten werden zwei Mechanismen diskutiert, zum einen eine Fehlentwicklung des Schmelzorgans, zum anderen eine entzündliche Genese. Ebenso wie bei der radikulären Zyste ist die follikuläre Zyste mit einer gelblichen, von Cholesterinkristallen durchsetzten Flüssigkeit gefüllt.

### Odontogene Keratozyste
Eine odontogene Keratozyste (KZOT, frühere Bezeichnung Keratozystischer Odontogener Tumor  bis 2017 oder Primordialzyste) steht ursächlich in keinem Kontakt zum Zahnsystem, sondern geht vom Epithel der Zahnknospe aus, noch bevor diese mineralisiert.

### Parodontale Zysten
Eine parodontale Zyste steht in keinem Zusammenhang mit devitalen Zähnen oder Zahnfollikeln. Sie hat ihre Ursache in perikoronalen (um die Zahnkrone herum) Taschenentzündungen und entwickelt sich somit neben dem Zahn, normalerweise etwa in Höhe des Zahnhalses.

### Gingivale Zysten
Eine gingivale Zyste ist selten und tritt als bläulich-transparentes festes Knötchen bevorzugt im Bereich der unteren Eckzähne und Prämolaren auf. Ursache sind wahrscheinlich Reste des zahnschmelzbildenden Epithels. Insofern stehen gingivale Zysten den primordialen Zysten nahe, sind aber anders lokalisiert.

### Dentitionszysten
Eine Dentitionszyste (auch: Eruptionszyste) bildet sich (meist bei Milchzähnen) über einem noch nicht durchgebrochenen Zahn. Da der wachsende Zahn die Eruptionszyste meist selbst durchbricht, ist eine Abtragung der Gingiva meist nicht nötig. Eine Therapie mit Abtragung der Gingiva ist nur bei Entzündung, Infektion oder Schmerzen notwendig.

### Residualzysten
Eine Residualzyste ist eine Zyste, die nach der Extraktion eines mit einer radikulären Zyste (siehe oben) behafteten Zahnes zurückgeblieben ist und weiterwächst.

## Therapie
Ziel der Therapie ist, den Druck aus dem Hohlraum herauszunehmen (um ein weiteres Wachstum zu verhindern) und den Zystenbalg mitsamt Bindegewebe und Epithel zu entfernen oder die Zystenhöhle zumindest so weit freizulegen, dass sich das Zystenepithel in Mundschleimhaut umwandeln kann. Je nach Lokalisation der Zyste kann diese auch als „Nebenbucht“ einer anderen Höhle (z. B. der Mund- oder Kieferhöhle) zugeordnet werden.

### Zystektomie
Bei der Zystektomie (auch „Operation nach Partsch II“ genannt) wird die Zyste nach einem entsprechenden Schleimhautschnitt (Bogenschnitt nach Partsch) eröffnet, der Knochen gefenstert und der Zystenbalg samt Zystenepithel aus dem Knochen „herausgeschält“. Um eine primäre Wundheilung zu erreichen, wird die Wunde vernäht, so dass der Hohlraum vollbluten kann. In das entstehende Koagulum wachsen im Rahmen der Wundheilung Kapillaren ein und es organisiert sich zu Granulationsgewebe. Nach der Entfernung größerer Zysten, also auch mit größeren Knochendefekten, kann diese primäre Wundheilung gestört sein. Da ein großes Koagulum stärker kontrahiert (bei gleicher prozentualer Kontraktion – größere absolute Kontraktion), hat es keinen Kontakt mehr zu den Knochenwänden und es können keine Kapillaren einwachsen. Stattdessen zerfällt das Koagulum – eitrig (putride)/nekrotisch. Um die Gefahr dieser Komplikation zu vermeiden, kann bei großen Zysten versucht werden, das Koagulum zu stabilisieren und seine Kontraktion zu reduzieren (Eigenblutentnahme vor dem operativen Eingriff, Vermischung dieses Blutes mit Antibiotika; oder Auffüllen des Knochendefektes mit einem Granulat aus Knochenersatzstoffen).

Handelt es sich um eine Radikuläre Zyste, verbindet man die Zystektomie in der Regel mit einer Wurzelspitzenresektion, wobei noch während der Operation eine Wurzelkanalbehandlung durchgeführt werden kann, wenn das nicht bereits vorher geschehen war.

### Zystostomie
Die Zystostomie (lies: Zysto-Stomie, nicht: Zyst-Os-Tomie – von griech. στόμα (stoma, stomatos) „Mund“, „Rachen“, „Mündung“, „Öffnung“) (auch „Operation nach Partsch I“ oder „Marsupialisation“) steht bei größeren odontogenen Zysten alternativ zur Verfügung, um die Probleme eines instabilen Blutkoagulums zu vermeiden. Dabei wird der Zystenbalg nicht vollständig entfernt, sondern zu einer Nebenbucht einer natürlichen Körperhöhle (Mund-, Nasen- oder Kieferhöhle). Hierbei wird die Zyste großflächig eröffnet, evtl. mit der restlichen Zystenhaut vernäht und zunächst tamponiert. Durch die weite Eröffnung der Zyste wird der Druck aus der Zyste genommen, sie wächst nicht weiter, das Zystenepithel wandelt sich nach und nach in Schleimhautepithel um und der Hohlraum bildet sich oft – wenn auch langsam – zurück, indem der Knochen vom Grund her regeneriert. Eine Zystostomie empfiehlt sich auch anstelle einer Zystektomie, wenn durch diese wichtige anatomische Strukturen in unmittelbarer Nähe der Zyste beschädigt werden können.